# Li Na (schermitrice)
Li Na (李娜S, Lǐ NàP; Dandong, 9 marzo 1981) è un'ex schermitrice cinese, specializzata nella spada. campionessa mondiale, vincitrice di una medaglia di bronzo nella scherma ai Giochi olimpici e di una Coppa del Mondo di scherma.

## Palmarès
In carriera ha conseguito i seguenti risultati:
- Giochi olimpici:

Sydney 2000: bronzo nella spada a squadre.
Londra 2012: oro nella spada a squadre.
- Mondiali di scherma

Seul 1999: argento nella spada a squadre.
Lisbona 2002: bronzo nella spada a squadre.
L'Avana 2003: bronzo nella spada individuale.
Torino 2006: oro nella spada a squadre.
San Pietroburgo 2007: argento nella spada individuale.
Pechino 2008: argento nella spada a squadre.
Catania 2011: oro nella spada individuale ed argento a squadre.
- Coppa del Mondo

Coppa del Mondo 2007: oro nella spada individuale.